# Хагиги, Алиреза
Алиреза́ Хаги́ги (перс. علیرضا حقیقی‎; род. 2 мая 1988, Тегеран, Иран) — иранский футболист, вратарь иранского клуба «Хавадар», с 2010 по 2017 год выступал за сборную Ирана.

## Карьера
В 18 лет дебютировал в составе самого титулованного иранского клуба «Персеполис» из Тегерана. В первом же матче парировал пенальти от легендарного иранского нападающего Али Даеи. В том сезоне, однако, больше не выступал. В сезоне 2008/09 его два основных конкурента получили травмы, и Хагиги воспользовался своим шансом, закрепившись в основе клуба. В 2010 году стал самым молодым в истории родного клуба капитаном. Выиграл с «Персеполисом» чемпионат Ирана и два национальных кубка.
В январе 2012 года подписал четырёхлетний контракт с казанским «Рубином», став первым легионером из Ирана в российском чемпионате. В июле 2013 года вернулся на правах аренды в «Персеполис», не проведя ни одного матча зимой 2014 года вернулся в «Рубин», после чего в январе снова был отдан в аренду в «Ковильян» до конца сезона. 8 февраля 2014 года дебютировал за новый клуб в матче против «Фейренсе». Летом 2014 года был отдан в аренду португальскому «Пенафиелу». 24 сентября 2015 года вышел в стартовом составе «Рубина» на матч 1/16 Кубка России 2015/16.
После ухода из «Рубина» выступал в чемпионате Португалии за «Маритиму», и в Швеции за «АФК Юнайтед» (за шведский «Сундсвалль» не сыграл ни одного матча). После ухода из «Сундсвалля» вернулся играть в Иран.

## Карьера в сборной
Пройдя через все возрастные сборные, в 2010 году дебютировал в основной команде. В 2014 году отыграл все 3 матча в сборной на чемпионате мира в Бразилии.

## Достижения

### Командные
«Персеполис»
- Чемпион Ирана: 2007/08
- Обладатель Кубка Ирана: 2009/10, 2010/11

«Рубин»
- Обладатель Кубка России: 2011/12
- Обладатель Суперкубка России: 2012